# Episodi di Final Space (seconda stagione)
La seconda stagione della serie animata Final Space, composta da 13 episodi, viene trasmessa negli Stati Uniti su Adult Swim dal 24 giugno 2019.
In Italia la stagione è stata interamente pubblicata su Netflix il 24 novembre 2019.
| nº | Titolo originale             | Titolo italiano             | Prima TV USA      | Pubblicazione Italia |
| -- | ---------------------------- | --------------------------- | ----------------- | -------------------- |
| 1  | The Torra Regata             | La regata del toro          | 24 giugno 2019    | 24 novembre 2019     |
| 2  | The Happy Place              | Il posto felice             | 1º luglio 2019    | 24 novembre 2019     |
| 3  | The Grand Surrender          | La grande consegna          | 8 luglio 2019     | 24 novembre 2019     |
| 4  | The Other Side               | L'alto lato                 | 15 luglio 2019    | 24 novembre 2019     |
| 5  | The Notorious Mrs. Goodspeed | La famosa signora Goodspeed | 22 luglio 2019    | 24 novembre 2019     |
| 6  | Arachnitects                 | Aracnitetti                 | 29 luglio 2019    | 24 novembre 2019     |
| 7  | The First Times They Met     | Il loro primo incontro      | 5 agosto 2019     | 24 novembre 2019     |
| 8  | The Remembered               | I ricordati                 | 12 agosto 2019    | 24 novembre 2019     |
| 9  | The Closer You Get           | Più ti avvicini             | 19 agosto 2019    | 24 novembre 2019     |
| 10 | The Lost Spy                 | La spia smarrita            | 26 agosto 2019    | 24 novembre 2019     |
| 11 | The Set Up                   | Il tranello                 | 9 settembre 2019  | 24 novembre 2019     |
| 12 | Descent Into Darkness        | La discesa nell'oscurità    | 16 settembre 2019 | 24 novembre 2019     |
| 13 | The Sixth Key                | La sesta chiave             | 23 settembre 2019 | 24 novembre 2019     |